# Бахметевы
Бахметевы или Бахметьевы (в старину также Бахметовы и Бахмиотовы) — древний русский дворянский род.
При подаче документов (01 февраля 1686), для включения рода в Бархатную книгу, была предоставлена Степаном Бахметьевым родословная роспись, роспись служб Бахметьевых за (1609—1683) и жалованная грамота Евстифею Дорофеевичу Бахметьеву на волость Собакино Арзамасского уезда (1562).
В Гербовник внесены две фамилии Бахметьевых:
1. Потомство мурзы Аслама (Ослама) Бахмета, прибывшего якобы в Москву (1469) вместе с своими родственниками — «царевичами Касимом и Ягуном Бахметами» и принявшего крещение с именем Иеремии. Евтифею Дорофеевичу Бахметеву (якобы праправнуку Бахмета) была пожалована (1562) волость Собакина в Арзамасском уезде[3]. Сын его Ерофей Евтифеевич, был воеводой в Муроме, другие потомки в XVII веке служили воеводами, стольниками и стряпчими (Герб. Часть II. № 58).
2. Потомство Василия Михайловича Бахметьева, владевшего поместьями (1629) (Герб. Часть VII. № 77).

Род записан в VI часть родословных книг Новгородской, Московской, Пензенской и Саратовской губерний.
Одного происхождения с Бахметьевыми являются Дуниловы: у Аслана Бахмета было три сына: Иван, Кузьма и Пётр по прозванию Дунил, от коего о пошёл род.

## История
Михаил Михайлович находился воеводой в Полоцком походе (1551). Юрий Юрьевич упоминается при осаде Смоленска (1634).
Двенадцать Бахметевых владели населёнными имениями (1699).

## Графы Протасовы-Бахметьевы
С кончиной графа Николая Александровича Протасова (16 января 1855), имя и графское достоинство его были переданы его внучатому брату Николаю Алексеевичу Бахметьеву, который (28 октября 1856) возведен в графское Российской империи достоинство, с именем графа Протасова-Бахметьева.

## Описание гербов

### Герб Бахметьевых 1785 г.
В Гербовнике Анисима Титовича Князева имеется изображение печати с гербом Николая Ивановича Бахметьевы и его однородцев: в синем поле щита, имеющем овальную форму и золотую кайму, изображены выходящая из облака согнутая рука в чёрном с серебряным мечом (польский герб Малая Погоня). Щит увенчан коронованным дворянским шлемом с шейным клейнодом. Нашлемник: согнутая рука с мечом. Цветовая гамма намёта не определена.

### Герб. Часть VII. № 77
Герб потомства Василия Михайловича Бахметева: в щите, разделенном перпендикулярно надвое, в правой половине, в красном поле, изображен золотой крест и под ним, в чёрном поле, серебряная луна рогами вниз. В левой половине, в голубом поле, видна выходящая из облака в серебряных латах рука с мечом. Щит увенчан дворянским шлемом и короной, на поверхности которой видна согнутая рука с мечом. Намёт на щите голубой и красный, подложенный золотом.

### Герб. Часть II. № 58
Описание герба рода Бахметевых дано в таблице.

## Известные представители
- Бахметев Степан Олегович — воевода в Читинском остроге (1678).
- Бахметев Дмитрий Ефремович — стольник, воевода в Кунгуре (1690—1692)[9].
- Бахметевы: Михаил Никитич, Степан и Юрий Ивановичи — стольники царицы Прасковьи Федоровны.
- Бахметевы: Иван и Дмитрий Ефремовичи, Андрей Иванович и Василий Петрович — стольники, трое первых упоминаются в Крымском походе (1687).
- Бахметевы: Степан Иванович, Амфилохий Никитич и Степан Петрович — стольники, участники Азовского похода 1696.
- Бахметев Иван Юрьевич — стряпчий, за участие в русско-польской войне (1654—1667) пожалован землями в Засурском Стане, на которых основал селение Никольское.
- Земли по левому берегу реки Вырган царь Фёдор Алексеевич пожаловал (1681) дворянину Калистрату Богдановичу Пестрову, который основал здесь деревню Пёстровку. Внучка последнего Анна Даниловна вышла замуж за сына Бахметьева. От их брака родились сыновья Иван и Алексей, которые разделили имение родителей; в 1748 году — «село Никольское, Пестровка тож, Засурского стана Пензенского уезда коллежского советника Ивана Юрьевича Бахметева (60 ревизских душ)». Выйдя в отставку (1762), его сын Алексей Иванович Бахметьев построил там фабрику по производству изделий из стекла.
- Яков Хрисанфович, писавшийся Бахмиотовым — полковник при Петре Великом, комендант Петропавловской крепости в Санкт-Петербурге. Юрий Иванович тоже был стольником Петра I.
- Иван Иванович (1683—1760) — генерал-лейтенант в правление Анны Леопольдовны, сенатор (с 1741), действительный тайный советник.
- Николай Николаевич (1772—1831) — главный начальник Оренбургского края (1799—1805), смоленский военный губернатор (1812—1814).
- Алексей Николаевич (1774—1841) — генерал от инфантерии, участник Бородинского сражения (где лишился ноги), генерал-губернатор нижегородский, казанский, симбирский и пензенский и член Государственного совета.
  - Сыну его, Николаю Алексеевичу, (после кончины его внучатного брата Николая Александровича Протасова) высочайше даровано право именоваться графом Протасовым-Бахметевым (1865)[10].
- Алексей Николаевич (1798—1861) — гофмейстер и попечитель Московского учебного округа.
- Николай Иванович (1807—1891) — композитор.
- Бахметьев — подпоручик Либавского пехотного полка, погиб в сражении при Смоленске (4-7 августа 1812), имя его занесено на стену храма Христа Спасителя в г. Москва.
- Мария Семёновна (урожд. Львова; 1765—1839) — жена Петра Алексеевича Бахметьева, возлюбленная графа Алексея Орлова-Чесменского, хозяйка подмосковной усадьбы Михайловское.
- Варвара Александровна (урожд. Лопухина; 1815—1851) — возлюбленная поэта Михаила Лермонтова, жена (с 1835) богатого помещика Николая Фёдоровича Бахметева (1798—1884).
- Александра Николаевна (урождённая Ховрина; 1823—1901) — автор книжек для народного и детского чтения, в доступной форме передающих события библейской и церковной истории; жена Петра Владимировича Бахметева (1818—1896).
- Софья Андреевна (1827—1895) — жена писателя А. К. Толстого
- Софья Петровна (1848—1910) — супруга дипломата и поэта Хитровo Михаила Александровича.